# Моравский-Домброва, Эугениуш
Эугениуш Моравский-Домброва (пол. Eugeniusz Morawski-Dąbrowa; 2 ноября 1876, Варшава — 23 октября 1948, там же) — польский композитор и педагог. Художник.

## Биография
В 1904 году окончил Варшавский музыкальный институт по классу композиции у З. Носковского. Изучал также мастерство живописи в Варшавской Школе изящных искусств.
В 1907, как член революционной Польской социалистической партии, был арестован царскими властями и выслан из страны.
С 1908 жил в Париже, где совершенствовался в музыке у А. Жедальжа (контрапункт) и К. Шевийяра (инструментовка).
Одновременно с музыкой занимался живописью и скульптурой под руководством Э. А. Бурделя.
В 1930 вернулся на родину и занял пост директора консерватории в Познани, в 1932—1939 — ректор и профессор инструментовки Варшавской консерватории.
Большая дружба связывала Эугениуша Моравского-Домброву с литовским художником и композитором, родоначальником профессиональной литовской музыки М. Чюрлёнисом (1875—1911).

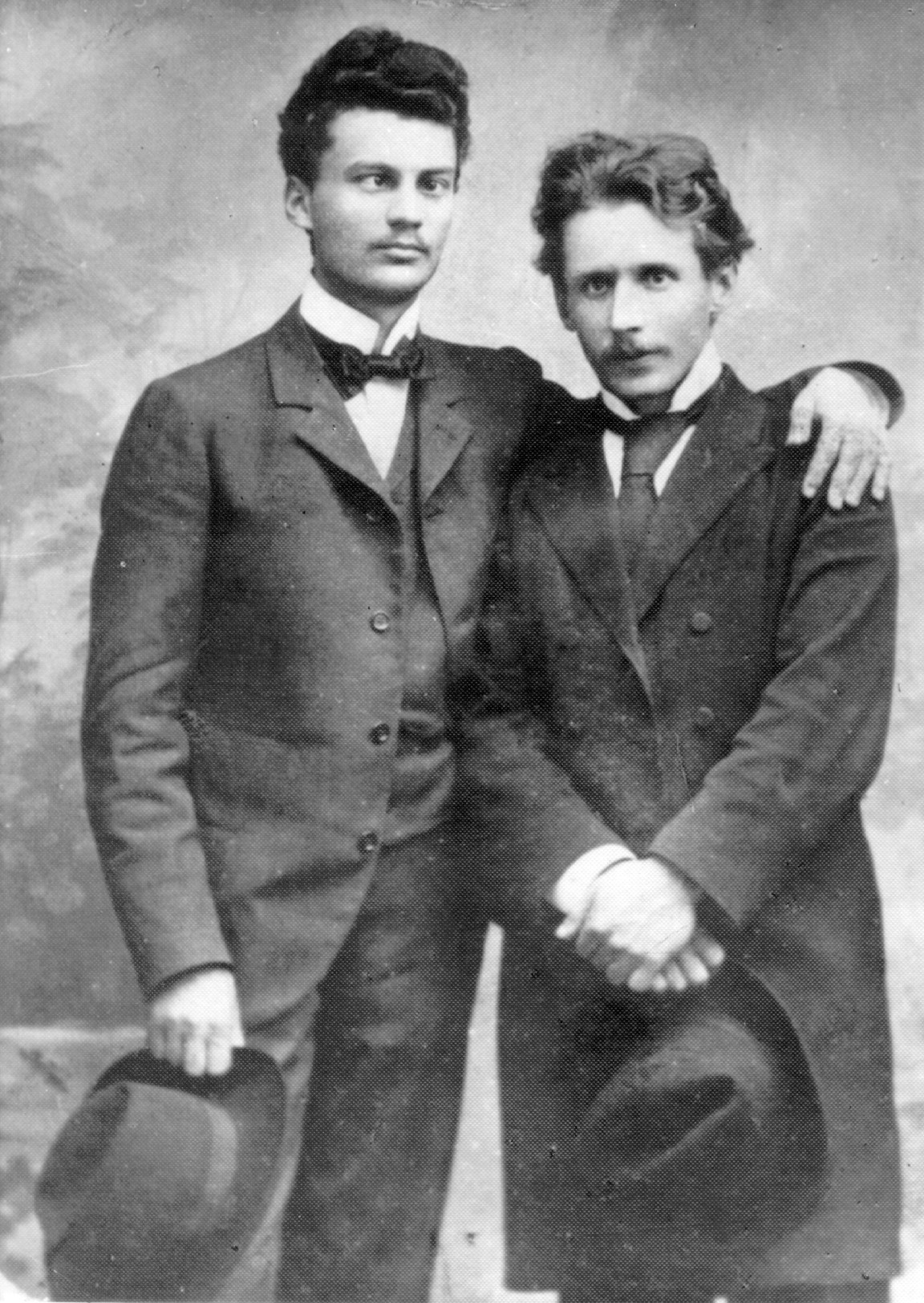
Чюрлёнис и Моравский-Домброва

## Творчество
Композитор романтического склада, в программных сочинениях использовал романтические сюжеты. Для его музыкального языка характерны одухотворённость, приподнятость. Часть наследия композитора погибла во время Второй мировой войны в Варшаве.

## Избранные сочинения
оперы
- «Лилла Венеда» (по трагедии Ю. Словацкого),
- «Аспазия»,
- «Саламбо» (по Флоберу),
- «Пан Тадеуш» (не завершена);

балеты
- «Крак и дракон» (Krak i smok),
- «Любовь» (Miłość),
- «Свитезянка» (Switezianka),
- «Готический» (Balet Gotycki);

для солистов, хора и оркестра
- симфония «Прометей»,
- оратория «Божественная комедия»;
- кантата Кордецкий,
- Ченстоховская месса; для оркестра
- 5 симфоний (в том числе Цветы зла — Les fleurs du mal, по Ш. Бодлеру), симфонические поэмы «Дон Кихот», «Улялум» (Ulalume, по Э. По) и «Никогда» (Nevermore, по «Ворону» Э. По) и др.,
- концерты с оркестром — для фортепиано, для скрипки
- камерно-инструментальные ансамбли
- для фортепиано — 8 сонат, романсы, духовные песни с органом, музыка к спектаклям драматического театра.

## Награды
- Государственная музыкальная премия 1933 года за балет «Свитезянка» (Switezianka)
- Офицерский крест ордена Возрождения Польши (1933)
- «Золотые академические лавры» Польской академии литературы (1935).